# Twinset

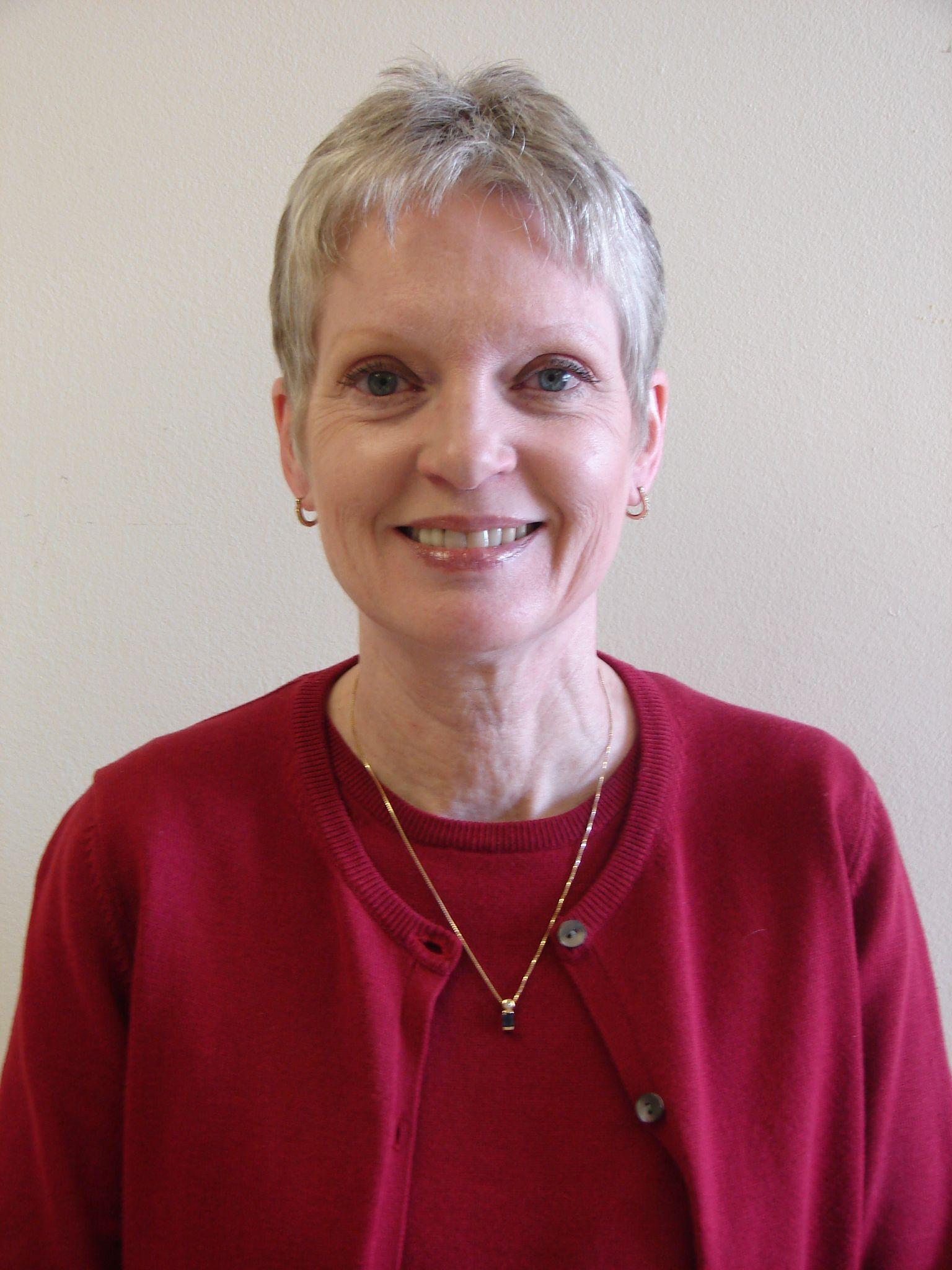
Twinset

Ein Twinset ist ein Strickensemble in der Damenoberbekleidung. Es besteht aus der Kombination eines Pullovers mit einer darüber getragenen Strickjacke aus gleichem Material, meist einfarbig. Das Twinset ist etwa seit Ende der 1930er Jahre bekannt und konnte sich seither in der Damenmode etablieren.